# جمال جونسون
جمال جونسون (بالإنجليزية: Jemal Johnson)‏ (3 مايو 1985 بباترسون في الولايات المتحدة - ) هو لاعب كرة قدم أمريكي في مركز جناح ‏. لعب مع بريستون نورث إيند وبلاكبيرن روفرز وبورت فايل وستوكبورت كونتي وليدز يونايتد ومانشستر يونايتد وميلتون كينز دونز ونادي لوكوموتيف صوفيا ونيويورك كوسموس ووولفرهامبتون واندررز وNew York Cosmos (2010) ‏ وJacksonville Armada FC ‏ ونادي تاموورث ونادي دوفر أتليتيك ونادي ساوثيند يونايتد وفورت لودردايل سترايكرز ودارلينجتون إف سى وFort Lauderdale Strikers (2006–2016) ‏.

## وصلات خارجية
- جمال جونسون على موقع قاعدة بيانات كرة القدم.إي يو (الإنجليزية)
- جمال جونسون على موقع Soccerbase.com (لاعب) (الإنجليزية)
- جمال جونسون على موقع Soccerway.com (الإنجليزية)
- جمال جونسون على موقع عالم كرة القدم.نت (الإنجليزية)